# Мубараков, Ярмухамед Нурупович
Мубараков Ярмухамед Нурупович (узб. Muborakov Yormuhammad Nurupovich; 22 апреля 1944 года, Уйгурский район Алма-Атинская область, СССР — 18 ноября 1999 года, Ташкент) — советский и узбекский учёный в области механики. Академик АН РУз с 1995 года, лауреат Государственной премии Узбекистана имени А. Р. Бируни.

## Биография
По национальности — уйгур.
В 1970 году окончил с отличием механико-математический факультет Ташкентского государственного университета по отделению механики.
С 1970 года работал в Институте механики и сейсмостойкости сооружений АН УзССР, старший техник, младший, старший научный сотрудник, 1981—1989 годах — заместитель директора, заведующий лабораторией. С 1987 года — заведующий лабораторией сейсмостойкости метрополитена. В 1991 году избран директором Института.
В 1974 году окончил очную аспирантуру, кандидат технических наук (1975, тема диссертации «К вопросу сейсмодинамики элементов подземных метрополитенов»). В 1979 году присвоено звание старшего научного сотрудника, в 1991 году — профессора. В 1989 году на заседании учёного совета Рижского политехнического института защитил докторскую диссертацию «Сейсмодинамика подземных сооружений типа оболочек».
Был членом Российского национального комитета СССР по теоретической и прикладной механике.

## Научные интересы
Механика деформируемого твёрдого тела, теория сейсмостойкости сооружений, взаимодействие сооружений с грунтом. Результаты исследований были использованы при проектировании и строительстве сооружений Ташкентского метрополитена и тоннелей БАМа, на Койташском вольфрамовом руднике, Армяно-Акташской АЭС.
Вёл работы по оборонной тематике.

## Награды
- Лауреат премии Ленинского комсомола Узбекистана (1977)
- Лауреат Государственной премии имени А. Р. Беруни (1983)